# Roberto Menegotto
Roberto Menegotto (San Donà di Piave, 21 febbraio 1968) è un ex ciclista su strada italiano.

## Biografia
Nato nel 1968 a San Donà di Piave, in provincia di Venezia, ha iniziato la carriera agonistica nel 1989, da dilettante, con la G.S. Iranian Loom, con la quale ha vinto la Orsago-Col Alt 1989 ed è diventato campione italiano in linea dilettanti nel 1990. Dopo il passaggio alla G.S.C. Meolo Biscotti Piovesana Salvalaio Iranian Loom, nel 1992 e 1993 ha corso con la G.S. Piovesana - Eco Idrojet, potandosi a casa 1 tappa e un prologo del Giro d'Italia Dilettanti, un prologo del Giro della Regione Friuli Venezia Giulia, un Giro delle Prealpi Carniche, una Verona-Bolca e, soprattutto, un Giro della Valle d'Aosta, nel 1993, nel quale ha trionfato anche in 2 tappe. Sempre nel 1993 arrivò 2º al Giro d'Oro e 3º al Trofeo Città di San Vendemiano.
Nel 1994 è passato professionista con la ZG Mobili, con la quale ha preso parte al Giro d'Italia 1995, concluso al 60º posto e al Giro di Lombardia dello stesso anno, dove ha terminato 49º. 
Dopo un anno all'Ideal nel 1996 e uno alla Ros Mary, si è ritirato nel 1997, a 29 anni.

## Palmarès
- 1989 (G.S. Iranian Loom, Dilettanti, 1 vittoria)

Orsago-Col Alt
- 1990 (G.S. Iranian Loom, Dilettanti, 1 vittoria)

Campionati italiani, Corsa in linea dilettanti
- 1992 (G.S. Piovesana - Eco Idrojet, Dilettanti, 2 vittorie)

7ª tappa Giro d'Italia Dilettanti (Tortona > San Pellegrino Terme)
Tappa Atta Terme Giro della Regione Friuli Venezia Giulia
- 1993 (G.S. Piovesana - Eco Idrojet, Dilettanti, 6 vittorie)

Classifica generale Giro della Valle d'Aosta
Giro delle Prealpi Carniche
Verona-Bolca
2ª tappa Giro della Valle d'Aosta (Brusson > Cogne)
5ª tappa Giro della Valle d'Aosta (Saint-Rhémy-en-Bosses > Les Gets)
Tappa Cles-Clusone  Giro d'Italia Dilettanti
Maglia verde GPM Giro d'Italia dilettanti.
1994 Professionista 
ZG MOBILI
1995 Professionista
ZG MOBILI
9 class.tappa Giro di Calabria
1996 Professionista
IDEAL
9 class. gen. Settimana Lombarda
2 class. tappa Tour du 
Midi Libre (Fra)
1 class. Cronometro 
Monte Prat 

1997 Professionista
Ros Mary

## Piazzamenti

### Grandi Giri
- Giro d'Italia

1995: 60º

### Classiche monumento
- Giro di Lombardia

1995: 49º